# Südafrikanische Cricket-Nationalmannschaft in Indien in der Saison 2022
Die Tour der südafrikanischen Cricket-Nationalmannschaft nach Indien in der Saison 2022 fand vom 9. bis zum 19. Juni 2022 statt. Die internationale Cricket-Tour war Bestandteil der Internationalen Cricket-Saison 2022 und umfasste fünf Twenty20s. Die Serie endete 2–2 unentschieden.

## Vorgeschichte
Für beide Mannschaften war es die erste Tour der Saison. Das letzte Aufeinandertreffen der beiden Mannschaften bei einer Tour fand in der Saison 2021/22 in Südafrika statt.

## Stadien
Die folgenden Stadien wurden für die Tour als Austragungsort vorgesehen.
| Stadion                                | Stadt         | Kapazität | Spiele |
| -------------------------------------- | ------------- | --------- | ------ |
| M. Chinnaswamy Stadium                 | Bengaluru     | 42.000    | 5. T20 |
| Barabati Stadium                       | Cuttack       | 45.000    | 2. T20 |
| Arun Jaitley Stadium                   | Delhi         | 48.000    | 1. T20 |
| Saurashtra Cricket Association Stadium | Rajkot        | 28.000    | 4. T20 |
| ACA-VDCA Cricket Stadium               | Visakhapatnam | 30.000    | 3. T20 |

## Kaderlisten
Südafrika benannte seinen Kader am 17. Mai 2022. Indien benannte seinen Kader am 8. Juni 2022.
| Test | Test |
| Indien | Südafrika |
| --- | --- |
| - Rishabh Pant (K, wk) - Hardik Pandya (VK) - Ravi Bishnoi - Yuzvendra Chahal - Ruturaj Gaikwad - Deepak Hooda - Shreyas Iyer - Venkatesh Iyer - Dinesh Karthik (wk) - Avesh Khan - Ishan Kishan - Bhuvneshwar Kumar - Umran Malik - Axar Patel - Harshal Patel - Arshdeep Singh - Kuldeep Yadav | - Temba Bavuma (K) - Quinton de Kock (wk) - Reeza Hendricks - Marco Jansen - Heinrich Klaasen - Keshav Maharaj - Aiden Markram - David Miller - Lungi Ngidi - Anrich Nortje - Wayne Parnell - Dwaine Pretorius - Kagiso Rabada - Tabraiz Shamsi - Tristan Stubbs - Rassie van der Dussen |

## Twenty20 Internationals

### Erstes Twenty20 in Delhi
| 9. Juni Scorecard | Delhi | Indien 211-4 (20)               | – | Südafrika 212-3 (19.1) |
|                   |       | Südafrika gewinnt mit 7 Wickets |   |                        |

Südafrika gewann den Münzwurf und entschied sich als Feldmannschaft zu beginnen. Zunächst konnten die indischen Eröffnungs-Batter Ishan Kishan und Ruturaj Gaikwad eine Partnerschaft etablieren die endete als Gaikwad nach 23 Runs sein Wicket verlor. Dieser wurde gefolgt durch Shreyas Iyer, der zusammen mit Kishan eine Partnerschaft über 80 Runs erreichte, bevor Kishan nach einem Half-Century über 76 Runs sein Wicket verlor. Ihm folgte Kapitän Rishabh Pant. Iyer schied nach 36 Runs aus, was Hardik Pandya an den Schlag brachte. Pant verlor nach 29 Runs sein Wicket, bevor Pandya das Innings nach 31* Runs zu Ende brachte. Vier südafrikanische Bowler erzielten jeweils ein Wicket. Für Südafrika konnte sich von den Eröffnungs-Battern Quinton de Kock etablieren. An seiner Seite erzielte Dwaine Pretorius 29 Runs, bevor de Kock selbst nach 22 Runs ausschied. Daraufhin etablierte sich die Partnerschaft von Rassie van der Dussen und David Miller, die zusammen mit 131* Runs die Vorgabe einholte. Van der Dussen erzielte dabei ein Fifty über 75* Runs und Miller über 64 Runs. Die indischen Wickets wurden durch Axar Patel, Harshal Patel und Bhuvneshwar Kumar erzielt. Als Spieler des Spiels wurde David Miller ausgezeichnet.

### Zweites Twenty20 in Cuttack
| 12. Juni Scorecard | Cuttack | Indien 148-6 (20)               | – | Südafrika 149-6 (18.2) |
|                    |         | Südafrika gewinnt mit 4 Wickets |   |                        |

Südafrika gewann den Münzwurf und entschied sich als Feldmannschaft zu beginnen. Für Indien konnte Eröffnungs-Batter Ishan Kishan zusammen mit dem dritten Schlagmann Shreyas Iyer eine Partnerschaft über 45 Runs erzielen. Kishan schied nach 34 Runs aus und Iyer nach 40 Runs. Daraufhin konnte sich Dinesh Karthik etablieren und bis zum Ende des Innings 30* Runs erreichen und so die Vorgabe auf 149 Runs erhöhen. Bester südafrikanischer Bowler war Anrich Nortje mit 2 Wickets für 36 Runs. Für Südafrika konnte sich der Eröffnungs-Batter Temba Bavuma etablieren und fand mit dem fünften Schlagmann Heinrich Klaasen einen Partner, mit dem er zusammen 64 Runs erreichte. Bavuma schied nach 35 Runs aus und wurde gefolgt durch David Miller. Klaasen konnte ein Half-Century über 81 Runs erreichen, bevor er sein Wicket verlor und Miller konnte nach 20* Runs die Vorgabe der indischen Mannschaft einholen. Als Spieler des Spiels wurde Heinrich Klaasen ausgezeichnet.

### Drittes Twenty20 in Visakhapatnam
| 14. Juni Scorecard | Visakhapatnam | Indien 179-5 (20)          | – | Südafrika 131 (19.1) |
|                    |               | Indien gewinnt mit 48 Runs |   |                      |

Südafrika gewann den Münzwurf und entschied sich als Feldmannschaft zu beginnen. Für Indien konnten die Eröffnungs-Batter Ruturaj Gaikwad und Ishan Kishan zusammen 97 Runs erzielen. Gaikwad schied nach einem Half-Century über 57 Runs aus und wurde durch Shreyas Iyer gefolgt, der 14 Runs erreichte. Kishan verlor nach einem Fifty über 54 Runs sein Wicket und Hardik Pandya war mit ungeschlagenen 31* Runs der letzte Spieler der sich etablieren konnte. Somit wurde die Vorgabe auf 180 Runs erhöht. Bester südafrikanischer Bowler war Dwaine Pretorius mit 2 Wickets für 29 Runs. Für Südafrika konnte Reeza Hendricks 23 Runs erreichen, bevor Dwaine Pretorius nach 20 Runs ausschied. Im weiteren Verlauf bildete sich eine Partnerschaft zwischen Heinrich Klaasen und Wayne Parnell. Klaasen verlor nach 29 Runs sein Wicket, während Parnell keinen neuen Partner mehr finden konnte und so die Vorgabe nach 22* eigenen Runs verfehlte. Beste Bowler für Indien waren Harshal Patel mit 4 Wickets für 25 Runs und Yuzvendra Chahal mit 3 Wickets für 20 Runs. Als Spieler des Spiels wurde Yuzvendra Chahal ausgezeichnet.

### Viertes Twenty20 in Rajkot
| 17. Juni Scorecard | Rajkot | Indien 169-6 (20)          | – | Südafrika 87 (16.5) |
|                    |        | Indien gewinnt mit 82 Runs |   |                     |

Südafrika gewann den Münzwurf und entschied sich als Feldmannschaft zu beginnen. Von den indischen Eröffnungs-Battern konnte sich Ishan Kishan etablieren und 27 Runs erzielen. Nachdem Kapitän Rishabh Pant 17 Runs erreicht hatte, konnten Hardik Pandya und Dinesh Karthik eine Partnerschaft über 65 Runs erzielen. Pandya schied nach 46 Runs aus und Karthik nach einem Half-Century über 55 Runs. Das Innings endete mit einer Vorgabe von 170 Runs für Südafrika. Bester südafrikanischer Bowler war Lungi Ngidi mit 2 Wickets für 20 Runs. Für Südafrika konnte Eröffnungs-Batter Quinton de Kock 14 Runs und der ihm nachfolgende Rassie van der Dussen 20 Runs erreichen. Von den verbliebenen Battern war Marco Jansen mit 12 Runs der einzige Spieler der eine zweistellige Run-Zahl erreichte. Bester Bowler für Indien war Avesh Khan mit 4 Wickets für 18 Runs. Als Spieler des Spiels wurde Dinesh Karthik ausgezeichnet.

### Fünftes Twenty20 in Bengaluru
| 19. Juni Scorecard | Bengaluru | Indien 28-2 (3.3/19) | – | Südafrika |
|                    |           | No Result            |   |           |

Das Spiel begann nach Regenfällen verspätet. Südafrika gewann den Münzwurf und entschied sich als Feldmannschaft zu beginnen. Die indischen Eröffnungs-Batter Ishan Kishan und Ruturaj Gaikwad erzielten 15 bzw. 10 Runs, bevor sie ihre Wickets verloren. Nach ihrem Ausscheiden begann es wieder zu regnen und das Spiel musste abgebrochen werden.

## Auszeichnungen

### Player of the Series
Als Player of the Series wurden der folgende Spieler ausgezeichnet.
| Serie   | Player of the Series |
| ------- | -------------------- |
| Tweny20 | Bhuvneshwar Kumar    |

### Player of the Match
Als Player of the Match wurden die folgenden Spieler ausgezeichnet.
| Spiel       | Player of the Match |
| ----------- | ------------------- |
| 1. Twenty20 | David Miller        |
| 2. Twenty20 | Heinrich Klaasen    |
| 3. Twenty20 | Yuzvendra Chahal    |
| 4. Twenty20 | Dinesh Karthik      |
| 5. Twenty20 | –                   |